# Baby Don’t Cry (Keep Ya Head Up II)
Baby Don’t Cry (Keep Ya Head Up II) – wspólny singel amerykańskiego rapera 2Paca i zespołu Outlawz z płyty Still I Rise. Jest to jedyny singel z tego albumu. Klip do tego utworu zawiera fragmenty wideo z utworu „Keep Ya Head Up”.
W 2020 roku powstał mashup tego utworu z utworem Świat nie wierzy łzom Janusza Laskowskiego, który na platformie YouTube został odtworzony ponad 10 mln razy.

## Notowania
| Rok  | Notowanie         | Miejsce | Źródło |
| ---- | ----------------- | ------- | ------ |
| 2000 | Billboard Hot 100 | 72      | [ 2 ]  |